# Leptodesmus bivittatus
Leptodesmus bivittatus är en mångfotingart som beskrevs av Kraus 1954. Leptodesmus bivittatus ingår i släktet Leptodesmus och familjen Chelodesmidae. Inga underarter finns listade i Catalogue of Life.